# 羅茲維尼夫卡
51°43′35″N 31°18′28″E / 51.72639°N 31.30778°E
羅茲維尼夫卡（烏克蘭語：Розвинівка），是烏克蘭北部的村莊，隸屬切爾尼希夫州的切爾尼希夫區。該村面積0.95平方公里，海拔高度121米，2001年人口135，人口密度每平方公里142.1人。